# Ingvar Karlsson i Bengtsfors
Ingvar Karlsson, i riksdagen kallad Karlsson i Bengtsfors, född 9 januari 1940 i Tveta socken, Värmland, är en svensk tidigare fabriksarbetare, arbetsledare och centerpartistisk politiker. 
Karlsson var riksdagsledamot 1982–1991, invald i Älvsborgs läns norra valkrets. I riksdagen var han ledamot av Försvarsutskottet, suppleant i socialförsäkringsutskottet och arbetsutskottet 1982–1985 samt ledamot av arbetsutskottet från 1985 till 1991. 
Ingvar Karlsson är son till hemmansägaren Siver Karlsson och Ester Karlsson, född Gustafsson. Karlsson gick arbetsledarkurser 1970–1980 och var parallellt arbetsledare på AB Volvo i Bengtsfors 1970–1980. Han var styrelseledamot i Semko från 1983, ledamot av demokratiberedningen 1983–85 och av delegationen för arbetstidsfrågor från 1983. Karlsson var ordförande i Bengtsfors centeravdelning 1979–1983 och blev vice ordförande i partidistriktet Norra Älvsborg 1979. Han satt i kommunfullmäktige i Bengtsfors 1974–1985, var ledamot av kommunstyrelsen där 1974–1982, dess ordförande 1980–1982, och ledamot av dess arbetsutskott 1980–1982, ledamot av personal- och organisationsutskottet 1974–1979 samt kommunalråd 1980–1982.